# Сабіна Аширбаєва
Сабіна Аширбаєва (каз. Сабіна Әшірбаева; нар. 5 листопада 1998, Шимкент, Казахстан) — казахстанська спортсменка, багаторазова чемпіонка Казахстану, триразова бронзова призерка Чемпіонату Азії з художньої гімнастики, а також бронзова призерка Азійських ігор. Майстер спорту міжнародного класу в Казахстані.